# Wilhelm Kaisen (Schiff)
Die Wilhelm Kaisen war ein Seenotrettungskreuzer der 44-m-Klasse der Deutschen Gesellschaft zur Rettung Schiffbrüchiger (DGzRS). Die DGzRS-interne Bezeichnung lautete KRS 11, das Tochterboot Helene hatte die interne Bezeichnung KRT 11.

## Geschichte
Das Schiff wurde 1978 von der Schweers-Werft in Bardenfleth unter Werft-Nr. 6430 gebaut. Das Tochterboot stellte dieselbe Werft unter der (Baunummer 6431) zeitgleich her. Am 6. April 1978 wurde das Schiff in Bardenfleth auf den Namen von Wilhelm Kaisen, einem langjährigen Bürgermeister der Stadt Bremen, getauft, das Tochterboot erhielt den Vornamen von Kaisens Ehefrau.

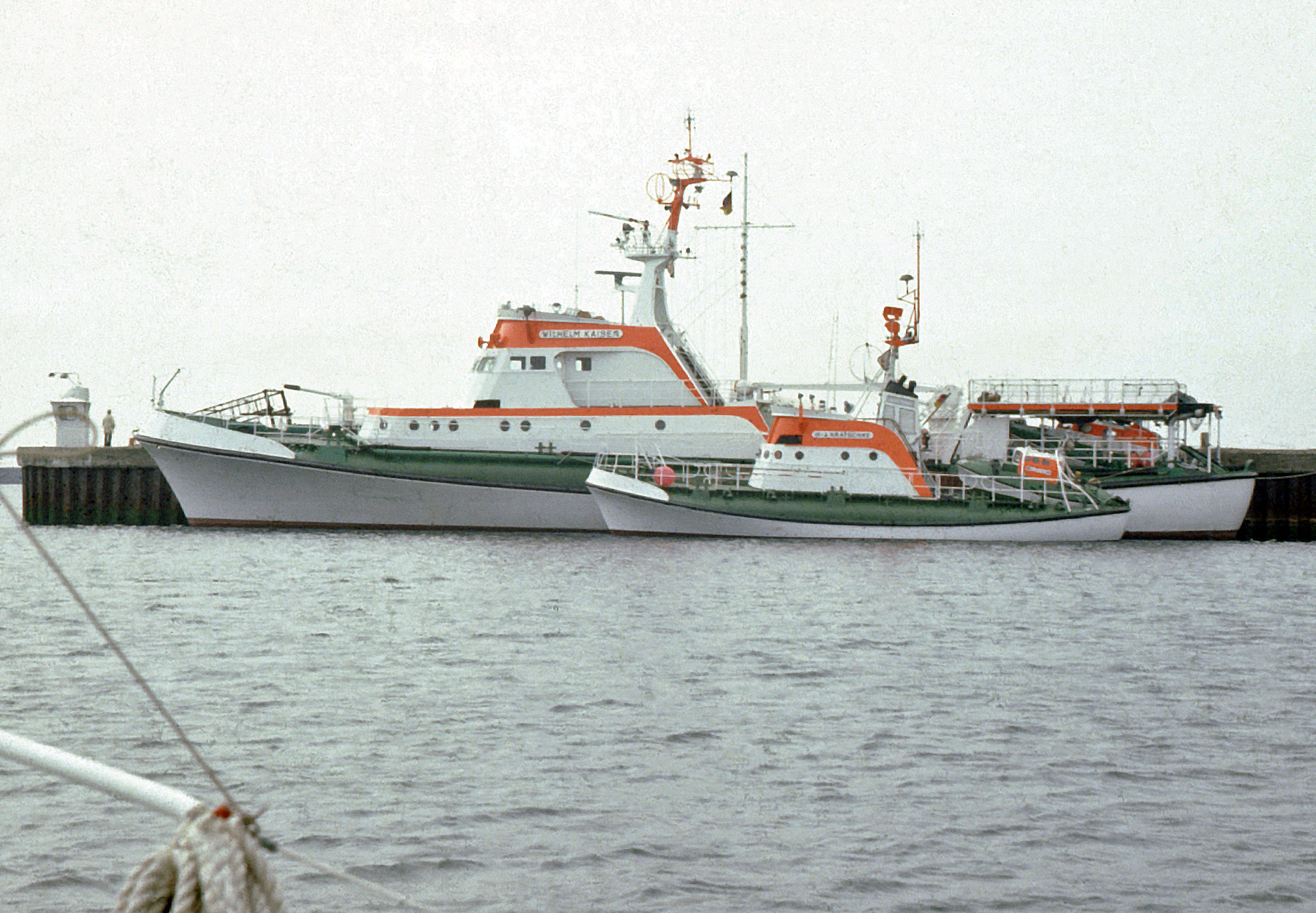
Wilhelm Kaisen mit der kleineren H.-J. Kratschke 1980 in Helgoland

Die Wilhelm Kaisen wurde am 19. Juli 1978 im Südhafen der Insel Helgoland stationiert. Im Jahr 2000 wurde die Wilhelm Kaisen zusammen mit der John T. Essberger in der Werft generalüberholt. Unter anderem wurden die Bordtechnik erneuert, die Mannschaftsräume umgestaltet und das Bordhospital in einen Mehrzweckraum umfunktioniert. So kann das Bordhospital z. B. in zusätzliche Unterkünfte oder in einen Besprechungsraum verwandelt werden. Außerdem wurde das Heck des Seenotkreuzers und des Tochterbootes hauptsächlich im Bereich unter der Wasserlinie verbreitert. Diese Verbreiterungen führten zu einer besseren Kursstabilität bei hoher See von achtern. Mit der Indienststellung der Hermann Marwede auf Helgoland wurde die Wilhelm Kaisen am 8. Juli 2003 nach Sassnitz auf der Insel Rügen verlegt. Am 18. Mai 2012 wurde der Kreuzer ausgemustert und durch den Neubau Harro Koebke ersetzt.
Das Schiff gehörte zusammen mit ihren Schwesterschiffen John T. Essberger und Hermann Ritter bis zum Bau der Hermann Marwede im Jahre 2003 zu den größten Einheiten der DGzRS.
Die Wilhelm Kaisen wurde von der DGzRS verkauft und unter dem Namen Sherrie Anne unter der Flagge von Togo für Sicherungsdienste vor Piraterie vor der ostafrikanischen Küste eingesetzt. Dazu wurde sie im Herbst 2012 bei Tamsen Maritim in Rostock-Gehlsdorf überholt und verließ Rostock am 21. Dezember 2012. Auf der Suche nach einem Käufer lag sie im Jahr 2016 lange im Hafen von Dubai auf, bevor sie im Mai 2017 zur Verschrottung nach Mumbai (Indien) gebracht wurde.

## Technische Ausstattung
- Funkanlagen, AIS, Echolot, ARPA-Radar, GPS, Homing, Funkpeiler, DGPS
- Selbststeueranlage
- Fremdlenzanlage
- Bordhospital
- Videoplotter, elektronisches Seekartensystem, NAVTEX, digitale Kreiselkompassanlage

## Schwesterschiffe
- Hermann Ritter
- John T. Essberger